# Kostelecká Lhota
Kostelecká Lhota (německy Lhota bei Adlerkosteletz) je vesnice, část města Kostelec nad Orlicí v okrese Rychnov nad Kněžnou v Královéhradeckém kraji. Nachází se asi 2 km na jih od Kostelce nad Orlicí. Prochází zde silnice II/316. V roce 2009 zde bylo evidováno 98 adres. V roce 2011 zde trvale žilo 274 obyvatel. V Kostelecké Lhotě dlouhodobě pracuje osadní výbor.
Kostelecká Lhota je také název katastrálního území o rozloze 5,68 km². V katastrálním území Kostelecká Lhota leží i vesnice Koryta a Kozodry.

## Fotografie

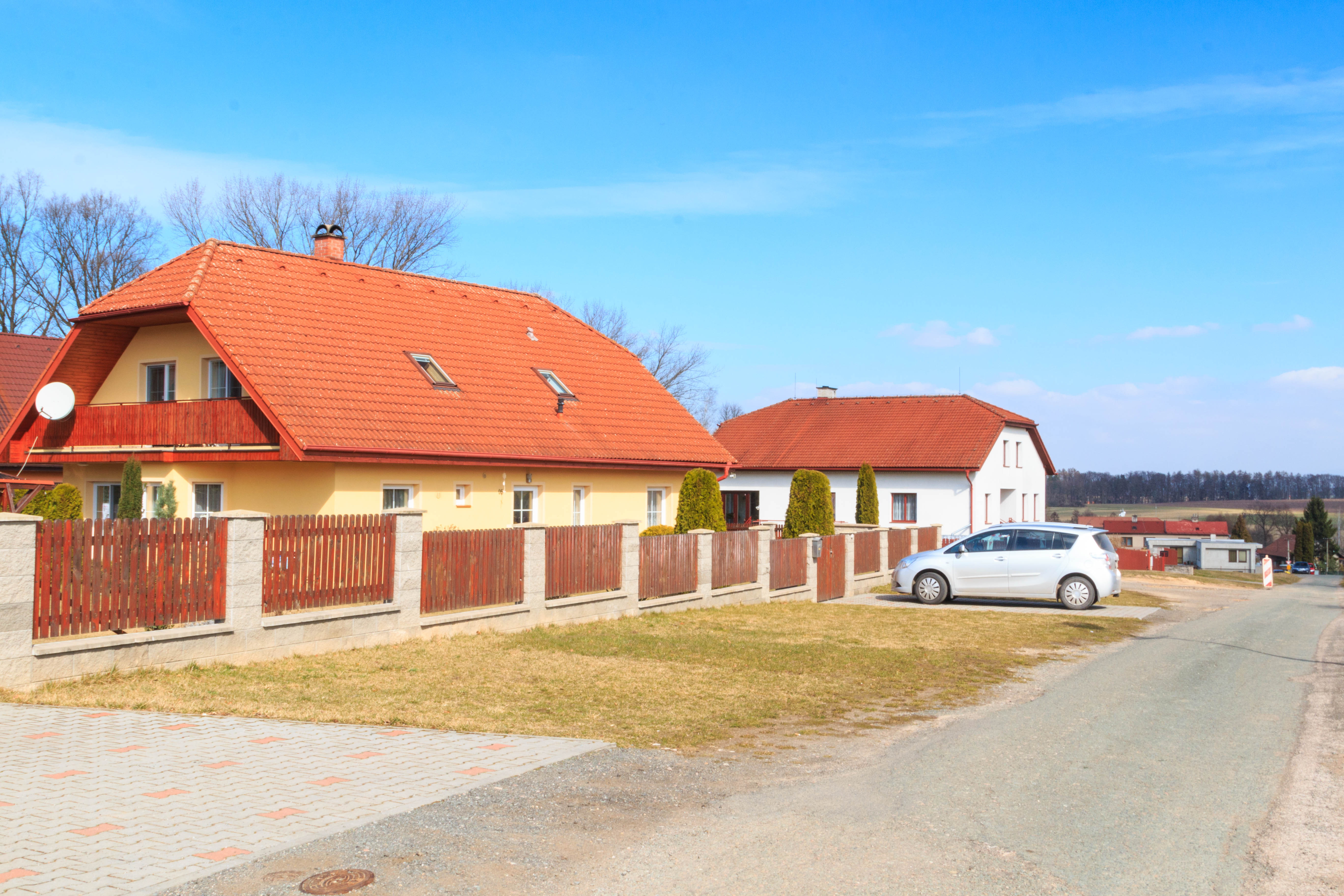
Kostelecká Lhota – čp. 96
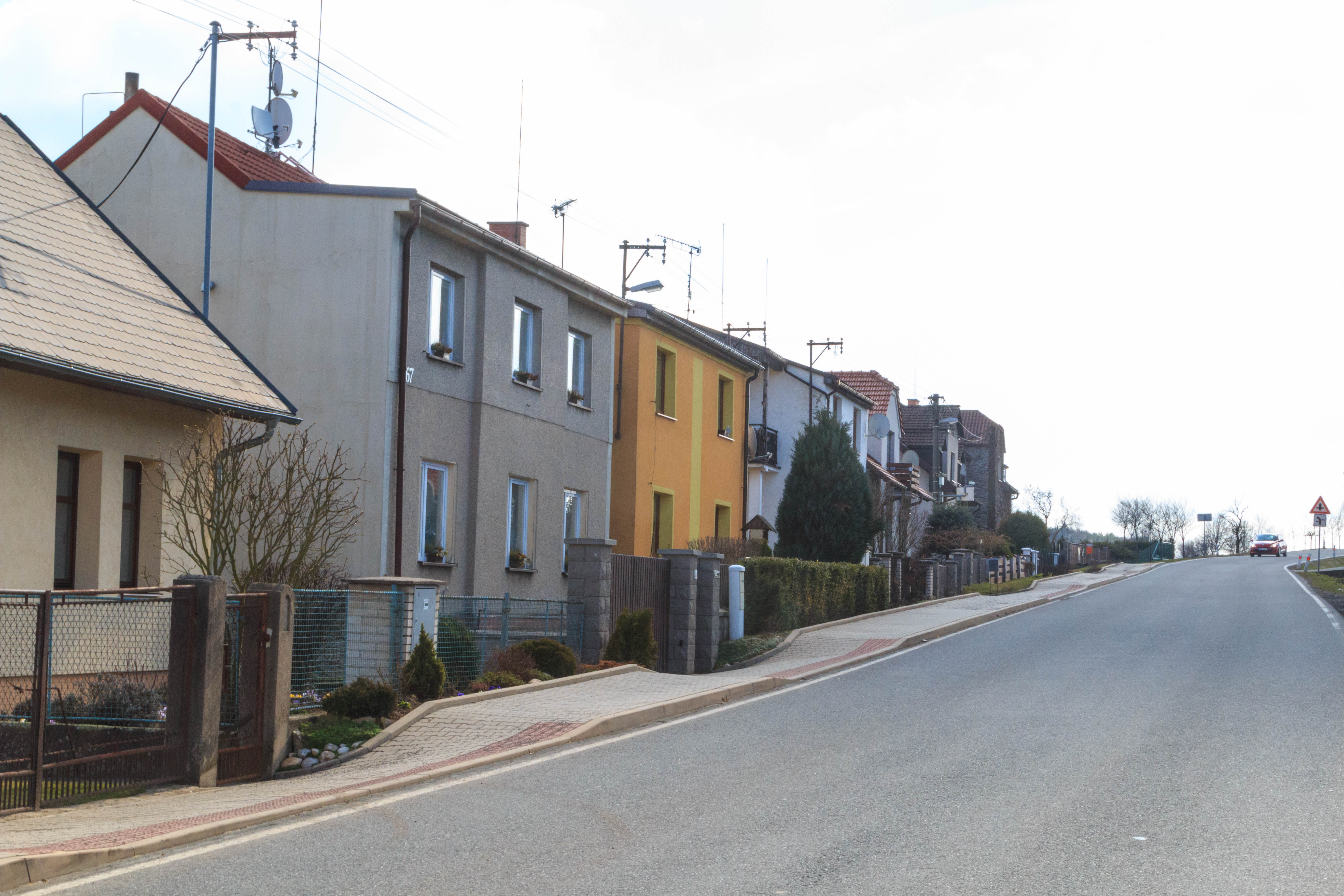
Kostelecká Lhota – čp. 63
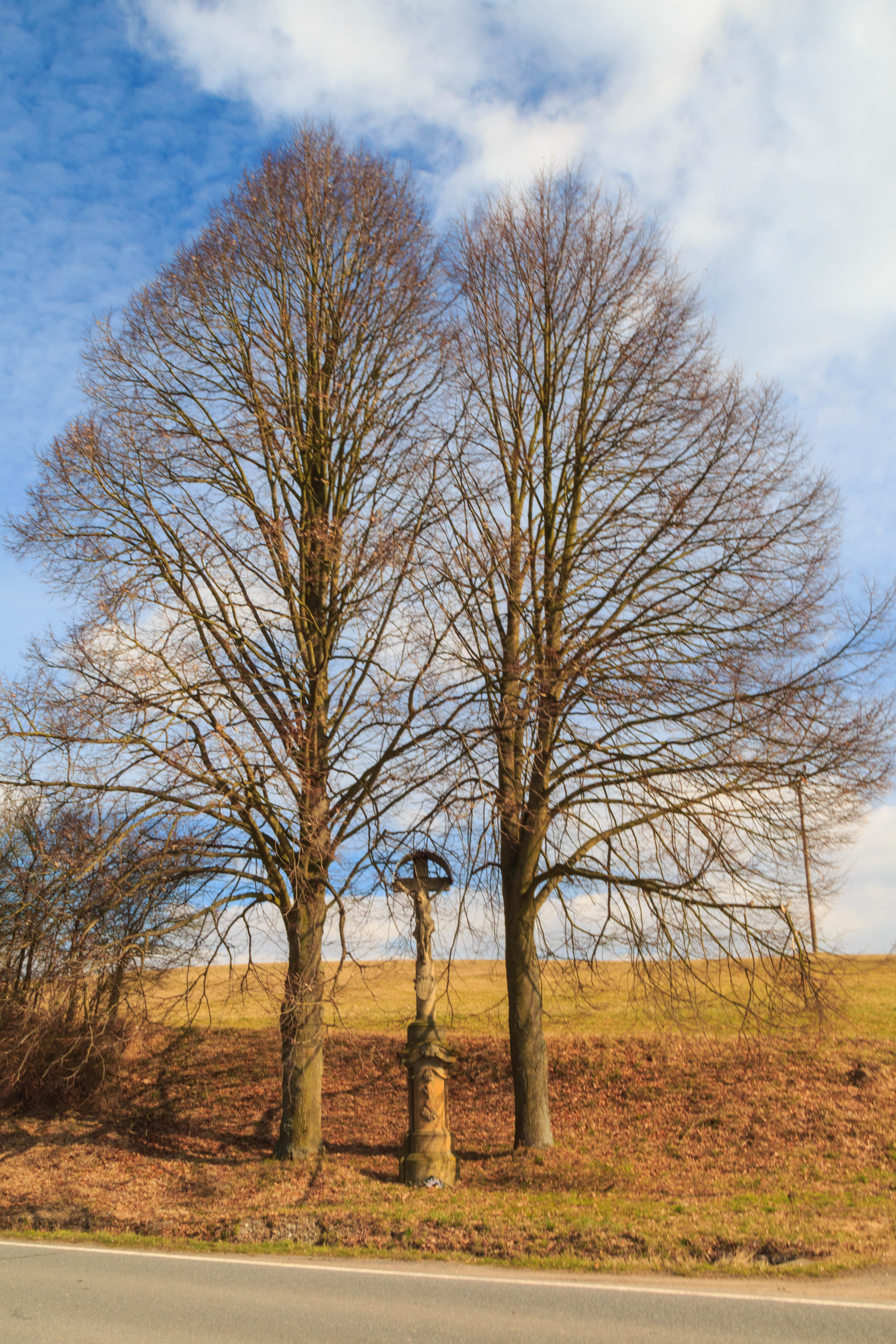
Kostelecká Lhota – lípy u kříže
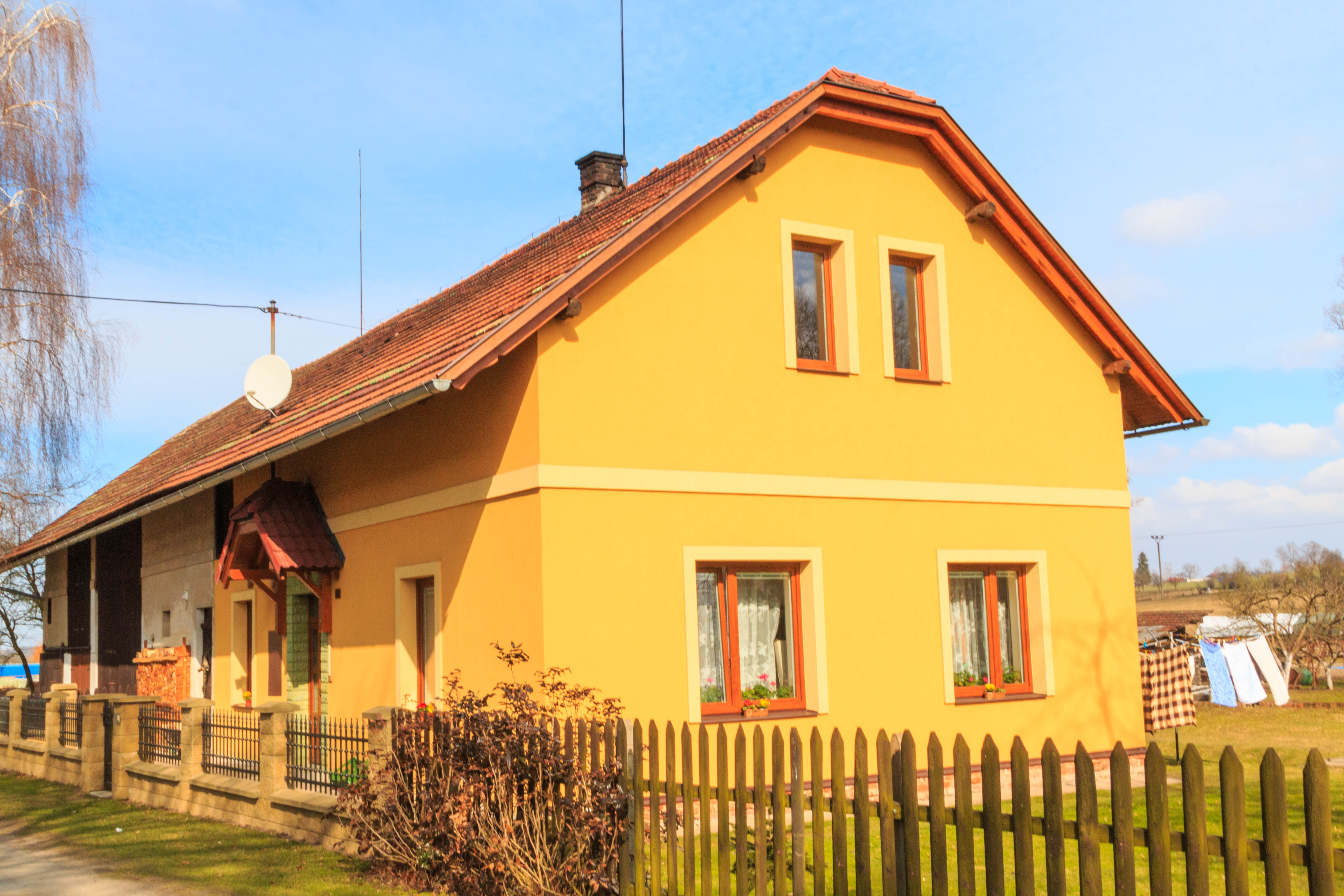
Kostelecká Lhota – čp. 49